# Efebo di Antequera
La statua frequentemente denominata Efebo di Antequera è un'opera in bronzo alta 143 cm, realizzata presumibilmente nel I secolo come copia di una più antica scultura greca. 

## Storia
L'Efebo de Antequera è stato ritrovato casualmente il 29 giugno 1959 in un casale noto come "De Las Piletas" vicino alla città di Antequera. Precedentemente la statua era stata per alcuni anni sul pianerottolo della scalinata del palazzo di Don Trinidad de Rojas y Rojas durante il XIX secolo. La città acquistò il bronzo da Doña Enriqueta Cuadra Rojas, proprietaria del palazzo dagli anni 40, collocandola nel museo cittadino.

## Descrizione
La statua, che misura 1,43 m e pesa 37,5 kg, rappresenta il soggetto classico dell'efebo ed è stata realizzata in bronzo direttamente tramite fusione cava. La statua è presumibilmente una copia neoattica di una scultura greca del IV secolo a. C. e la posizione degli arti sembrerebbe caratteristica dell'opera di Prassitele. Più precisamente, l'iconografia della statua è quella tipica del mellephebos stephebos, il portatore di ghirlande. Il giovane rappresentato avrebbe dunque stretto un oggetto nella mano destra, presumibilmente un panno o una ghirlanda.
Le orbite vuote avrebbero ospitato degli occhi in pasta di vetro, forse ornati con delle ciglia. Degna di nota è la capigliatura della statua, semplice ed elegante, con i capelli cinti da un nastro o una corona di fiori. I critici hanno inoltre apprezzato la finezza del naso, della bocca e degli zigomi, definendo il bronzo una delle più belle sculture romane rinvenute in Spagna.